# Vulcanite
Vulcanite é um telureto de cobre, um mineral extremamente raro. Sua aparência é de um tom próximo ao verde ou ao amarelo-bronze e possui um brilho metálico. Tem uma dureza entre 1 e 2 na escala de Mohs (entre o talco e a gipsita). A estrutura dos seus cristais é ortorrômbica.
Tem seu nome extraído do lugar onde foi descoberto em 1961, a mina "Good Hope" em Vulcan, no Condado de Gunnison, no Colorado, Estados Unidos.

## Ocorrência
Pequenos depósitos foram encontrados nos Estados Unidos e, também, no Japão, na Rússia, na Arábia Saudita e na Noruega. Aparece, normalmente, juntamente com telúrio, rickardita, petzita e silvanita.